# Horner-Wadsworth-Emmons-Reaktion
Die Horner-Wadsworth-Emmons Reaktion (kurz: HWE-Reaktion, in manchen Lehrbüchern fälschlich als Wittig-Horner-Reaktion oder Horner-Wittig-Reaktion bezeichnet) ist eine Namensreaktion der Organischen Chemie, mit der stereoselektiv (E)- oder (Z)-Alkene hergestellt werden können. Dazu werden Aldehyde oder Ketone mit den Anionen von organischen Phosphonaten umgesetzt. Diese organischen Phosphonate werden häufig mithilfe einer Michaelis-Arbuzov-Reaktion gewonnen; das Standard-Reagenz ist Triethylphosphonoacetat. Im Gegensatz zur Wittig-Reaktion treten in der HWE-Reaktion keine Ylide auf, sondern phosphonatstabilisierte Carbanionen. Im folgenden Reaktionsschema wird als Beispiel ein Phosphonsäureester 1 mit einer Base deprotoniert, wobei ein phosphonatstabilisiertes Carbanion entsteht. Dieses durch Mesomerie stabilisierte Carbanion ist kein Ylid. Durch Umsetzen mit einem Aldehyd (3) entsteht ein α,β-ungesättigter Carbonsäureethylester (4a). Als Nebenprodukt entsteht ein Dialkylphosphat (4b), welches durch wässrige Extraktion leicht abgetrennt werden kann.
1958 veröffentlichte Leopold Horner eine modifizierte Wittig-Reaktion (nach Georg Wittig) unter Verwendung phosphonatstabilisierter Carbanionen. William S. Wadsworth, später Professor an der South Dakota State University, und William D. Emmons (1924–2001), beide damals Chemiker bei Rohm and Haas (Philadelphia), entwickelten diese Reaktion weiter.
Im Gegensatz zu den Phosphoryliden der Wittig-Reaktion sind die phosphonatstabilisierten Carbanionen der HWE nucleophiler und weniger basisch. Die Dialkylphosphatsalze, die als Nebenprodukt anfallen, können einfach durch wässrige Extraktion entfernt werden. Zum Vergleich muss das bei der Wittig-Reaktion entstehende Triphenylphosphanoxid oftmals durch Umkristallisation  oder Säulenchromatographie abgetrennt werden.

## Reaktionsmechanismus
Der Reaktionsmechanismus der Horner-Wadsworth-Emmons-Reaktion ist noch nicht genau bekannt. Sicher beginnt er mit der Deprotonierung des Phosphonats, es bildet sich das Phosphonatcarbanion 1. Man vermutet weiterhin, dass die nucleophile Addition des Carbanions an den Aldehyd 2 (oder auch Keton), die zum Zwischenprodukt 3a oder 3b führt, als der geschwindigkeitsbestimmende Schritt gilt. Wenn R2 = H ist, können sich die Intermediate 3a und 4a und die Intermediate 3b und 4b ineinander umwandeln. Eine Eliminierung des Dialkylphosphat aus Oxaphosphetanen 4a und 4b ergibt das (E)-Alken 5 und das (Z)-Alken 6.
Das Verhältnis der diastereomeren Alkene 5 und 6 ist nicht abhängig vom stereochemischen Ausgang der Carbanionadditon, sondern hängt weitgehend vom Ausmaß des chemischen Gleichgewichts zwischen den Intermediaten (3a, 3b, 4a und 4b) ab.
Die elektronenziehende Gruppe (kurz: EWG – electron withdrawing group) in α-Position zum Phosphonat ist für die Reaktion unbedingt erforderlich. In Abwesenheit einer „EWG“ ist das Endprodukt der Reaktion das α-H-Hydroxyphosphonat 3a bzw. 3b. Diese α-H-Hydroxyphosphonate können mit Diisopropylcarbodiimid in Alkene umgewandelt werden.

## Stereoselektivität
Die HWE-Reaktion bevorzugt die Bildung von (E)-Alkenen. Generell gilt, je besser sich das Gleichgewicht zwischen den Intermediaten einstellen kann, desto höher die Selektivität bzw. der (E)-Alkenanteil.

### Disubstituierte Alkene
S. K. Thompson und Clayton H. Heathcock veröffentlichten eine systematische Studie der Reaktion von Trimethylphosphonoacetat mit verschiedenen Aldehyden. Während die einzelnen Unterschiede klein waren, zeigte sich ein kumulativer Effekt, der es ermöglicht die Stereoselektivität mit Hilfe der Struktur des Phosphonats zu steuern. Folgende Bedingungen erhöhen die E-Stereoselektivität:
- Ansteigende sterische Hinderung am Aldehyd
- Höhere Reaktionstemperaturen
- Bei Salzen: Li > Na > K
- Lösungsmittel DME statt THF

In einer weiteren Studie konnte gezeigt werden, dass sterisch anspruchsvolle Phosphonate und „EWGs“ die (E)-Alkenselektivität ebenfalls erhöhen.

### Trisubstituierte Alkene
Der sterische Anspruch der Phosphonate und der EWGs zeigt tatsächlich einen Effekt auf die Reaktion von α-verzweigten Phosphonaten mit aliphatischen Aldehyden.
| R1        | R2        | Anteile der Alkene (E : Z) |
| --------- | --------- | -------------------------- |
| Methyl    | Methyl    | 5 : 95                     |
| Methyl    | Ethyl     | 10 : 90                    |
| Ethyl     | Ethyl     | 40 : 60                    |
| Isopropyl | Ethyl     | 90 : 10                    |
| Isopropyl | Isopropyl | 95 : 5                     |

Aromatische Aldehyde ergeben meist ausschließlich (E)-Alkene. Will man (Z)-Alkene aus aromatischen Aldehyden darstellen, ist die Still-Gennari-Variante (siehe unten) eine Möglichkeit.

### Olefinierung von Ketonen
Die Stereoselektivität der HWE ist hier gering bis durchschnittlich.

## Variationen

### Basen-empfindliche Substrate
Da viele Substrate empfindlich auf Natriumhydrid reagieren, wurde einige Studien zu milderen Basen durchgeführt. Zum einen „Masamune und Roush“ mit Lithiumchlorid und DBU und „Rathke“ mit Lithium oder Magnesiumhalogenen mit Triethylamin und andere Basen.

### Still-Gennari-Variante
Still und Gennari entwickelten Bedingungen, die eine Reaktion mit sehr hoher Stereoselektivität zu (Z)-Alkenen ermöglichen. Man nutzt Phosphonate mit elektronenziehenden Gruppen (z. B.: Trifluorethyl) zusammen mit stark dissoziierenden Bedingungen (KHMDS und [18]-Krone-6 in THF).
Ando hat hierzu postuliert, dass der Gebrauch elektronenarmer Phosphonate die Eliminierung der Oxophosphonate beschleunigt.

### Ando-Variante
In der Ando-Variante der HWE werden Phosphonate eingesetzt, welche elektronenziehende Aryloxylreste tragen. Durch Verwendung von DBU und Natriumiodid in THF verläuft die Reaktion selektiv zum (Z)-Olefin.